# Medaliści mistrzostw świata w kolarstwie przełajowym (juniorzy)
Pełna lista medalistów mistrzostw świata w kolarstwie przełajowym mężczyzn w kategorii juniorów.

## Medaliści
| Rok i miejsce            | Złoto                | Srebro              | Brąz                |
| ------------------------ | -------------------- | ------------------- | ------------------- |
| 1979 Saccolongo          | Iñaki Vijandi        | Bart Musschoolt     | Heinz Matschke      |
| 1980 Wetzikon            | Radomír Šimůnek      | Jokin Mujika        | Bernard Woodti      |
| 1981 Tolosa              | Rigobert Matt        | Miloslav Kvasnička  | Konrad Morf         |
| 1982 Lanarvily           | Beat Schumacher      | Erwin Nijboer       | Radovan Fořt        |
| 1983 Birmingham          | Roman Kreuziger      | Martin Hedriks      | Peter Hric          |
| 1984 Oss                 | Ondrej Glajza        | Robert Dane         | Richard Koberna     |
| 1985 Monachium           | Beat Wabel           | Jürgen Sprich       | Wim de Vos          |
| 1986 Lembeek             | Stuart Marshal       | Beat Brechbühl      | Wim de Vos          |
| 1987 Mladá Boleslav      | Marc Janssens        | Ralf Berner         | Tomáš Port          |
| 1988 Hägendorf           | Thomas Frischknecht  | Maik Müller         | Daniel Rech         |
| 1989 Pontchâteau         | Richard Groenendaal  | Emmanuel Magnien    | Christian Bertotti  |
| 1990 Getxo               | Erik Boezewinkel     | Jérôme Giotti       | Niels van der Steen |
| 1991 Gieten              | Ondřej Lukeš         | Jiří Pospíšil       | Dariusz Gil         |
| 1992 Leeds               | Roger Hammond        | Vojtěch Bachleda    | Jan Faltýnek        |
| 1993 Azzano Decimo       | Kamil Ausbuher       | Jaromír Friede      | Miguel Martinez     |
| 1994 Koksijde            | Gretenius Gommers    | Kamil Ausbuher      | Ben Berden          |
| 1995 Eschenbach          | Zdeněk Mlynář        | Guillaume Benoist   | Stefan Bünter       |
| 1996 Montreuil           | Roman Peter          | Gaizka Lejaretta    | Gregory Lapalud     |
| 1997 Monachium           | David Rusch          | Stefano Toffoletti  | Steffen Weigold     |
| 1998 Middelfart          | Michael Baumgarter   | Stefano Toffoletti  | Davy Commeyne       |
| 1999 Poprad              | Mattew Kelly         | Sven Vanthourenhout | Thijs Verhagen      |
| 2000 Sint-Michielsgestel | Bart Aernouts        | Walker Ferguson     | David Kášek         |
| 2001 Tabor               | Martin Bína          | Radomír Šimůnek     | Jan Kunta           |
| 2002 Zolder              | Kevin Pauwels        | Krzysztof Kuźniak   | Zdeněk Štybar       |
| 2003 Monopoli            | Lars Boom            | Eddy van Yzendoom   | Zdeněk Štybar       |
| 2004 Pontchâteau         | Niels Albert         | Roman Kreuziger     | Clément Lhotellerie |
| 2005 St. Wendel          | Davide Malacame      | Julien Taramarcaz   | Christoph Pfingsten |
| 2006 Zeddam              | Boy van Poppel       | Robert Gavenda      | Tom Meeusen         |
| 2007 Hooglede-Gits       | Joeri Adams          | Daniel Summerhill   | Jiří Polnický       |
| 2008 Treviso             | Arnaud Jouffroy      | Peter Sagan         | Lubomír Petruš      |
| 2009 Hoogerheide         | Tijmen Eising        | Corné van Kessel    | Alexandre Billon    |
| 2010 Tabor               | Tomáš Paprstka       | Julian Alaphilippe  | Emiel Dolfsma       |
| 2011 St. Wendel          | Clément Venturini    | Fabien Doubey       | Loic Doubey         |
| 2012 Koksijde            | Mathieu van der Poel | Wout Van Aert       | Quentin Jauregui    |
| 2013 Louisville          | Mathieu van der Poel | Martijn Budding     | Adam Ťoupalík       |
| 2014 Hoogerheide         | Thijs Aerts          | Yannick Peeters     | Jelle Schuermans    |
| 2015 Tabor               | Simon Andreassen     | Eli Iserbyt         | Max Gulickx         |
| 2016 Zolder              | Jens Dekker          | Mickael Crispin     | Thomas Bonnet       |
| 2017 Belvaux             | Thomas Pidcock       | Daniel Tulett       | Ben Turner          |
| 2018 Valkenburg          | Ben Tulett           | Tomáš Kopecký       | Ryan Kamp           |
| 2019 Bogense             | Ben Tulett           | Witse Meeussen      | Ryan Corstjens      |
| 2020 Dübendorf           | Thibau Nys           | Lennert Belmans     | Emiel Verstrynge    |
| 2021 Ostenda             | Wyścig odwołany      | Wyścig odwołany     | Wyścig odwołany     |
| 2022 Fayetteville        | Jan Christen         | Aaron Dockx         | Nathan Smith        |
| 2023 Hoogerheide         | Léo Bisiaux          | Senna Remijn        | Yordi Corsus        |
| 2024 Tabor               | Stefano Viezzi       | Keije Solen         | Kryštof Bažant      |

## Tabela medalowa
Stan po MŚ 2024.
| Miejsce | Państwo           |   |   |   | Razem |
| ------- | ----------------- | - | - | - | ----- |
| 1.      | Holandia          | 8 | 7 | 8 | 23    |
| 2.      | Belgia            | 7 | 8 | 6 | 21    |
| 3.      | Szwajcaria        | 7 | 2 | 3 | 12    |
| 4.      | Wielka Brytania   | 5 | 2 | 2 | 9     |
| 5.      | Francja           | 4 | 6 | 7 | 17    |
| 6.      | Czechy            | 4 | 5 | 8 | 17    |
| 7.      | Czechosłowacja    | 4 | 3 | 6 | 13    |
| 8.      | Włochy            | 2 | 2 | 1 | 5     |
| 9.      | Niemcy            | 1 | 3 | 3 | 7     |
| 10.     | Hiszpania         | 1 | 2 | 0 | 3     |
| 10.     | Stany Zjednoczone | 1 | 2 | 0 | 3     |
| 12.     | Dania             | 1 | 0 | 0 | 1     |
| 13.     | Słowacja          | 0 | 2 | 0 | 2     |
| 14.     | Polska            | 0 | 1 | 1 | 2     |